# Disuguaglianza di Bernstein
Nella teoria della probabilità, la disuguaglianza di Bernstein è una delle disuguaglianze riguardanti la somma di variabili casuali. Venne formulata da Sergei Natanovich Bernstein, di cui porta il nome.

## Teorema
Siano {\displaystyle X_{1},...,X_{n}} delle variabili casuali indipendenti limitate, allora vale la disuguglianza:
{\displaystyle \mathbb {P} \left(\left|\sum _{i=1}^{n}X_{i}-\mu \right|\geq \lambda \right)\leq 2e^{-{\frac {\lambda ^{2}}{2\sigma ^{2}+{\frac {2}{3}}m\lambda }}}};
dove:
- {\displaystyle \sigma ^{2}=Var(\sum X_{i})=\sum Var(X_{i})=\sum \sigma _{i}^{2}}  è la varianza della somma delle variabili,
- {\displaystyle \mu =\sum \mathbb {E} [X_{i}]} è il valore atteso della somma delle variabili,
- {\displaystyle m} è una costante tale che {\displaystyle \mathbb {P} (|X_{i}-\mu _{i}|>m)=0}, ovvero {\displaystyle m} è lo scarto massimo rispetto alla media, presente tra le {\displaystyle n} variabili casuali {\displaystyle X_{1},\ldots ,X_{n}} (tale {\displaystyle m} esiste, in quanto si è assunto che le {\displaystyle X_{i}} fossero limitate).

## Disuguaglianza di Bernstein e Chebyshev a confronto
Utilizzando la disuguaglianza di Chebyshev quadratica, si può stimare la stessa quantità:
{\displaystyle \mathbb {P} \left(\left|\sum _{i=1}^{n}X_{i}-\mu \right|\geq \lambda \right)\leq {\frac {\sigma ^{2}}{\lambda ^{2}}};}
la stima di Bernstein è evidentemente più accurata: garantisce infatti un decadimento esponenziale (per grandi {\displaystyle \lambda }) della probabilità che la somma delle variabili aleatorie si discosti dalla media (mentre la disuguaglianza di Chebyshev garantisce solo un decadimento quadratico). Tuttavia, la disuguaglianza di Bernstein è valida sotto l'ipotesi che le variabili considerate siano limitate (ipotesi non necessaria per Chebyshev).